# HD 64974
HD 64974，又名CD-30 5275，SAO 198591、HR 3096，是一颗恒星，视星等为6.44，位于銀經247.33，銀緯-1.4，其B1900.0坐标为赤經7h 51m 16.8s，赤緯-30° -1.4′ 16″。